# Lista siturilor arheologice din județul Buzău - Ț
Lista siturilor arheologice din județul Buzău - Ț conține toate siturile arheologice din județul Buzău înscrise în Repertoriul Arheologic Național (RAN) și aflate în localități al căror nume începe cu litera Ț. RAN este administrat de Ministerul Culturii și Patrimoniului Național și cuprinde date științifice, cartografice, topografice, imagini și planuri, precum și orice alte informații privitoare la zonele cu potențial arheologic, studiate sau nu, încă existente sau dispărute.
Puteți căuta un sit din localitățile care încep cu litera Ț folosind formularul de mai jos sau puteți naviga prin toate siturile din județ la Lista siturilor arheologice din județul Buzău.
| Cod RAN     | Denumire | Localitate                    | Adresă             | Datare         | Descoperit | Coordonate | Imagine           | Erori            |
| ----------- | --- | ----------------------------- | ------------------ | -------------- | ---------- | ---------- | ----------------- | ---------------- |
| 49858.05.01 | Așezarea din epoca migrațiilor de la Țintești / ansamblu anonim (Categorie: locuire civilă) (Tip: Așezare)                       | sat Țintești, comuna Țintești |                    | sec. IV        |            |            | Încărcați imagine | Raportați eroare |
| 49858.04.01 | Necropola Latene de la Țintești - "Movila Comoara" / ansamblu anonim (Categorie: descoperire funerară) (Tip: Necropolă)          | sat Țintești, comuna Țintești | Movila Comoara     | sec. III-IV    |            |            | Încărcați imagine | Raportați eroare |
| 49858.03.01 | Necropola preistorică de la Țintești - "Movila cu cruce" / ansamblu anonim (Categorie: descoperire funerară) (Tip: Necropolă)    | sat Țintești, comuna Țintești | Movila cu cruce    | mil. I a. Chr. |            |            | Încărcați imagine | Raportați eroare |
| 49858.02.01 | Necropola eneolitică de la Țintești - "Movila Săracă" / ansamblu anonim (Categorie: descoperire funerară) (Tip: Necropolă)       | sat Țintești, comuna Țintești | Movila Săracă      |                |            |            | Încărcați imagine | Raportați eroare |
| 49858.01.01 | Necropola preistorică de la Țintești - "Movila Ciovlicului" / ansamblu anonim (Categorie: descoperire funerară) (Tip: Necropolă) | sat Țintești, comuna Țintești | Movila Ciovlicului |                |            |            | Încărcați imagine | Raportați eroare |
| 49858.01.02 | Necropola preistorică de la Țintești - "Movila Ciovlicului" / ansamblu anonim (Categorie: descoperire funerară) (Tip: Necropolă) | sat Țintești, comuna Țintești | Movila Ciovlicului | mil. I a. Chr. |            |            | Încărcați imagine | Raportați eroare |